# Винтеркорн, Мартин
Мартин Винтеркорн (нем. Martin Winterkorn; род. 24 мая 1947, Леонберг) — немецкий управленец, бывший председатель совета директоров и генеральный директор концерна Volkswagen (2007—2015), председатель наблюдательного совета Audi и Porsche Automobil Holding.

## Биография
Родился 24 мая 1947 года в городе Леонберге. В 1966—1973 годах изучал металлургию и физику металлов в Штутгартском университете. В 1973—1977 годах обучался по линии Общества Макса Планка и получил степень доктора.
В 1977 году он начал работать в компании Robert Bosch GmbH на должности помощника специалиста по обработке материалов. В 1978—1981 годах возглавлял в этой компании группу «Вещества и обработка», работавшую в направлении «Разработка хладагентных уплотнителей».
В 1993 году получил должность главы группы контроля качества в компании Volkswagen. С июня 1995 года также отвечал за управление продуктами в концерне. С января 1996 года стал членом управляющего совета по торговым маркам в отделе технического развития компании. С июля 2000 года — член совета Volkswagen по техническому развитию в том же отделе. Сыграл ключевую роль в утверждении на выпуск модели Volkswagen New Beetle.
С 1 марта 2002 года стал председателем совета директоров Audi, возглавлял группу компаний Audi brand group, включающую в себя SEAT и Lamborghini. Отвечал за техническое развитие Audi с 1 января 2003 года. 1 января 2007 года сменил Бернда Пишетсридера на посту генерального директора Volkswagen.
Сообщил о своей отставке с поста председателя концерна Volkswagen 23 сентября 2015 года, спустя несколько дней после разразившегося скандала с программным обеспечением автомобилей, которое во время проведения тестов в десятки раз занижало количество вредных газов, выбрасываемых в воздух. Его пост занял глава Porsche Маттиас Мюллер.
Женат, двое детей. Католик.

## Почётные звания
С июня 2003 года является почётным профессором Будапештского университета технологии и экономики в знак признания заслуг по содействию научным исследованиям. С августа 2004 года является почётным профессором Дрезденского технического университета за работу «Лёгкие материалы в автомобильной промышленности». 5 июля 2006 года награждён орденом «За заслуги», который считается высшей государственной наградой в Баварии. В 2007 и 2008 годах был включён в список Power List автомобильного журнала Motor Trend.